# Bohnenstange (Film)
Bohnenstange (Originaltitel: Дылда / Dylda, russisch für „Lulatsch“; internationaler Titel: Beanpole) ist ein russischer Spielfilm von Kantemir Balagow aus dem Jahr 2019. Das Drama erzählt von zwei traumatisierten ehemaligen Soldatinnen der Roten Armee (dargestellt von Wiktoria Miroschnitschenko und Wassilissa Pereligina), die in Leningrad nach dem Zweiten Weltkrieg erfolglos versuchen, in die Normalität zurückzukehren. Es handelt sich um den zweiten Spielfilm des Regisseurs Balagow, der sich beim Drehbuch von Swetlana Alexijewitschs Bericht Der Krieg hat kein weibliches Gesicht (1985) inspirieren ließ. Die Rollen wurden hauptsächlich mit Filmdebütanten besetzt.
Bohnenstange wurde am 16. Mai 2019 im Rahmen des 72. Filmfestivals von Cannes uraufgeführt, wo der Film in der Sektion Un Certain Regard zu sehen war. Der russische Kinostart fand am 20. Juni 2019 statt. In Deutschland kam der Film am 22. Oktober 2020 in die Kinos.

## Handlung
Leningrad, im Herbst 1945: Die großgewachsene, schüchterne Ija arbeitet in einem Krankenhaus in der vom Krieg gebeutelten Stadt. Aufgrund wiederkehrender Schockstarren ist die hagere, junge Frau als Soldatin aus der Armee entlassen worden. Gleichzeitig hat sie den kleinen Paschka in ihre Obhut genommen, mit dem sie in einem Zimmer in einer bunt zusammengewürfelten Wohngemeinschaft lebt. Das Kind ist der Sohn ihrer besten Freundin Mascha, die sich noch an der Front befindet. Dennoch wird Paschka von Außenstehenden als Ijas Kind angesehen. Sie nimmt den Jungen mit zur Arbeit, wenn eine befreundete Näherin nicht auf ihn aufpassen kann. Dort pflegt Ija, unter Aufsicht des ihr zugetanen Stationsarztes Nikolai Iwanowitsch, verwundete Soldaten.
Eines Abends erleidet Ija im Spiel mit Paschka erneut einen ihrer Anfälle und erstickt versehentlich das unter ihr liegende Kind mit ihrem eigenen Körper. Wenig später kehrt Mascha zurück. Beide Frauen sind sich sehr zugetan. Ija belügt ihre Freundin und gibt an, dass Paschka im Schlaf gestorben sei. Die verstörte Mascha zieht es daraufhin gemeinsam mit Ija hinaus auf die Straße, um ein Tanzlokal aufzusuchen. Durch Zufall machen sie die Bekanntschaft des aus wohlhabenden Verhältnissen stammenden Sascha und betrinken sich. Der schüchterne junge Mann schläft in seinem Auto mit Mascha, woraufhin er aus Eifersucht von Ija zusammengeschlagen wird.
Die erschöpfte Mascha zieht bei Ija ein und beginnt mit ihr als Aushilfskraft gemeinsam im Krankenhaus zu arbeiten. Mascha fordert ihre Freundin dazu auf, die durch Paschkas Tod aufgebürdete Schuld zu begleichen. Da Mascha durch eine Kriegsverletzung unfruchtbar geworden ist, soll Ija ihr ein neues Kind austragen. Als potenzieller Vater wird der desillusionierte Nikolai Iwanowitsch auserkoren, der seine beiden Kinder im Krieg verlor. Die beiden Frauen weihen den Arzt in ihren Plan ein, woraufhin er einwilligt mit Ija die Nacht zu verbringen. Ija besteht darauf, dass Mascha beim Geschlechtsakt anwesend ist. Gleichzeitig begegnet Mascha im Krankenhaus durch Zufall Sascha wieder, der sie zu umwerben beginnt. Ija findet heraus, dass sie nicht schwanger ist, hält aber diese Information vor Mascha geheim. Sie versucht erfolglos, Iwanowitsch ein weiteres Mal zu verführen, der aber Leningrad verlassen möchte. Sein Angebot, ihn zu begleiten, schlägt sie aus. Sie möchte lieber die „Herrin“ von Mascha sein.
Die schwer belastete Mascha erleidet in der Folge einen Nervenzusammenbruch, als sie für die im Haushalt befindliche Näherin ein neues Kleid anprobiert. Ija nutzt die Situation mit Gewalt aus und küsst ihre Freundin. Mascha kann sich von Ija lösen, als diese in einen ihrer Schockzustände verfällt. Ija wird mit der Zeit immer eifersüchtiger auf Sascha, der Mascha oft besucht. Als er ihr seine Eltern vorstellen möchte, holt sich Mascha das Einverständnis von Ija. Mascha wird aber zur Enttäuschung Saschas von seiner Mutter Ljubow Petrowna abgelehnt, als sie am Esstisch über ihre Vergangenheit bei der Armee und die geplante Leihmutterschaft Ijas berichtet. Sie kehrt allein zurück und wird auf der Rückfahrt mit der Straßenbahn Zeugin, wie sich eine Frau vor die Wagen wirft und stirbt. Geschockt rennt Mascha zur Wohnung, wo sie auf die im Schockzustand verharrte Ija trifft. Ija gesteht Mascha, dass sie nicht schwanger ist. Beide Frauen schlagen und umarmen sich. Mascha will das Geständnis von Ija nicht wahrhaben. Sie schwört, mit Ija und dem zu erwartenden Kind zusammenzubleiben, und hofft so auf Heilung.

## Rezeption

### Kritiken
Auf der Website Rotten Tomatoes hielt Bohnenstange im Dezember 2020 eine Bewertung von 92 Prozent, basierend auf 96 englischsprachigen Kritiken und einer Durchschnittswertung von 7,8 von 10 Punkten. Das Fazit der Seite lautet: „Mit beeindruckendem Können gefilmt und durch unvergessliche Darbietungen zum Leben erweckt, wirft ‚Bohnenstange‘ einen herzzerreißenden, einfühlsamen Blick auf Leben, die vom Krieg erschüttert werden“. Auf Metacritic erhielt der Film eine Bewertung von 84 Prozent, basierend auf 26 ausgewerteten Kritiken. Zudem landete Bohnenstange 2020 in einer Umfrage von über 200 Filmkritikern der Website IndieWire (IndieWire Critics Poll) auf dem 6. Platz der besten Filme des Jahres sowie Platz zwei unter den besten internationalen Filmen, hinter Bacurau. Außerdem gelangten Regisseur Balagow und Kamerafrau Ksenija Sereda auf den neunten Platz in ihren jeweiligen Kategorien.
Zur Präsentation auf der Viennale 2019 lobte der Standard Bohnenstange als „einen der Filme des Jahres: ästhetisch brillant, von gerade meisterlicher Könnerschaft, inhaltlich schonungslos bis zur schieren Unerträglichkeit“. Trotz des Themas habe Balagow „einen schönen Film gemacht“. Ebenso großes Lob gab es für das Schauspielensemble um die beiden Hauptdarstellerinnen Wiktoria Miroschnitschenko und Wasilisa Pereligina. Balagow erzähle „nicht zuletzt von einem gigantischen Verrat, den die Funktionäre an den einfachen Kämpfern, vor allem an den Frauen in der Roten Armee verübten. Ija und ihre Freundin Mascha werden ganz buchstäblich und schmerzhaft zu Verkörperungen der Kriegsopfer, die auch und gerade die siegreiche Macht mit ihren totalitären Methoden aufzuweisen hatte“, so Der Standard.
In Deutschland war Bohnenstange im November 2019 im Rahmen des Festivals Around the World in 14 Films zu sehen. Andreas Busche (Der Tagesspiegel) pries den Film als eines der „Highlights“ des Festivals und zählte ihn „zu den eindrucksvollsten Erlebnissen“ des Kinojahres 2019. Der Regisseur entwerfe „ein Nachkriegsrussland wie ein großformatiges apokalyptisches Gemälde: mit Interieurs, die von orange-rot bis grünlich-braun glimmen und vom grellen Krankenhauslicht an Ijas Arbeitsplatz kontrastiert werden“. Anfang September 2020, noch vor dem regulären deutschen Kinostart, wurde der Film in die Auswahl des Queer Film Festival aufgenommen und in verschiedenen deutschen Städten gezeigt.

### Auszeichnungen
Bohnenstange gewann 28 Film- und Festivalpreise und wurde für 40 weitere nominiert. Im Herbst 2019 wurde Balagows Regiearbeit als russischer Vorschlag für die Kategorie „bester internationaler Film“ bei der Oscarverleihung 2020 ausgewählt und gelangte auf die Shortlist von neun vorausgewählten Filmen, aber nicht unter die letztlich fünf nominierten Beiträge. Im selben Jahr folgten in Russland acht Nominierungen für den Filmpreis Nika, der Goldene Adler für Hauptdarstellerin Wiktoria Miroschnitschenko sowie vier Siege bei der Preisverleihung der Russischen Filmkritikervereinigung.
Eine Auswahl der gewonnenen Film- und Festivalpreise sowie Nominierungen:
| Filmpreis/-festival                                     | Kategorie                                    | Preisträger/Nominierte                                                  | Resultat  |
| ------------------------------------------------------- | -------------------------------------------- | ----------------------------------------------------------------------- | --------- |
| Asia Pacific Screen Awards 2019                         | Bestes Drehbuch                              | Kantemir Balagow, Aleksandr Terekhov                                    | Gewonnen  |
| Asia Pacific Screen Awards 2019                         | Beste Kamera                                 | Kseniya Sereda                                                          | Gewonnen  |
| Asia Pacific Screen Awards 2019                         | Bester Film                                  | Alexander Rodnyansky, Sergey Melkumov, Natalia Gorina, Ellen Rodnianski | Nominiert |
| Asia Pacific Screen Awards 2019                         | Beste Darstellerin                           | Viktoria Miroshnichenko                                                 | Nominiert |
| Filmfestival von Cannes 2019                            | Sektion „Un Certain Regard“ – Beste Regie    | Kantemir Balagow                                                        | Gewonnen  |
| Filmfestival von Cannes 2019                            | Sektion „Un Certain Regard“ – FIPRESCI-Preis | Kantemir Balagow                                                        | Gewonnen  |
| Filmfestival von Cannes 2019                            | Prix „Un Certain Regard“                     | Kantemir Balagow                                                        | Nominiert |
| Filmfestival von Cannes 2019                            | Queer Palm                                   | Kantemir Balagow                                                        | Nominiert |
| Europäischer Filmpreis 2019                             | Beste Darstellerin                           | Viktoria Miroshnichenko                                                 | Nominiert |
| Golden Apricot Yerevan International Film Festival 2019 | Silver Apricot                               | Kantemir Balagow                                                        | Gewonnen  |
| Lisbon & Estoril Film Festival 2019                     | Spezialpreis der Jury                        | Viktoria Miroshnichenko, Vasilisa Perelygina                            | Gewonnen  |
| Ljubljana International Film Festival 2019              | Kingfisher Award – Bester Film               | Kantemir Balagow                                                        | Gewonnen  |
| Montréal Festival of New Cinema 2019                    | Louvre d’Or                                  | Kantemir Balagow                                                        | Gewonnen  |
| Sakhalin International Film Festival 2019               | Beste Darstellerin                           | Viktoria Miroshnichenko, Vasilisa Perelygina                            | Gewonnen  |
| Stockholm Film Festival 2019                            | Impact Award                                 | Kantemir Balagow                                                        | Gewonnen  |
| Torino Film Festival 2019                               | Beste Darstellerin                           | Viktoria Miroshnichenko, Vasilisa Perelygina                            | Gewonnen  |
| Torino Film Festival 2019                               | Premio Scuola Holden – Lobende Erwähnung     | Kantemir Balagow                                                        | Gewonnen  |
| Viennale 2019                                           | Leserpreis des Standard                      | Kantemir Balagow                                                        | Gewonnen  |
| Goldener Adler 2020                                     | Beste Darstellerin                           | Viktoria Miroshnichenko                                                 | Gewonnen  |
| Goldener Adler 2020                                     | Bester Film                                  | Kantemir Balagow, Alexander Rodnyansky, Sergey Melkumov                 | Nominiert |
| Goldener Adler 2020                                     | Beste Regie                                  | Kantemir Balagow                                                        | Nominiert |
| Goldener Adler 2020                                     | Beste Kamera                                 | Kseniya Sereda                                                          | Nominiert |
| Goldener Adler 2020                                     | Bester Schnitt                               | Igor Litoninskiy                                                        | Nominiert |
| Los Angeles Film Critics Association Awards 2020        | Bester fremdsprachiger Film                  | –                                                                       | Gewonnen  |
| Los Angeles Film Critics Association Awards 2020        | Bestes Szenenbild                            | Sergey Ivanov                                                           | Nominiert |
| Nika 2020                                               | Bester Film                                  | Kantemir Balagow, Alexander Rodnyansky, Sergey Melkumov                 | Nominiert |
| Nika 2020                                               | Beste Regie                                  | Kantemir Balagow                                                        | Nominiert |
| Nika 2020                                               | Beste Darstellerin                           | Viktoria Miroshnichenko                                                 | Nominiert |
| Nika 2020                                               | Beste Filmmusik                              | Evgueni Galperine                                                       | Nominiert |
| Nika 2020                                               | Beste Kamera                                 | Kseniya Sereda                                                          | Nominiert |
| Nika 2020                                               | Beste Kostüme                                | Olga Smirnova                                                           | Nominiert |
| Nika 2020                                               | Bestes Szenenbild                            | Sergey Ivanov                                                           | Nominiert |
| Nika 2020                                               | Bester Ton                                   | Rostislav Alimov                                                        | Nominiert |
| Russische Filmkritikervereinigung 2020                  | Bester Film                                  | Kantemir Balagow, Alexander Rodnyansky, Sergey Melkumov                 | Gewonnen  |
| Russische Filmkritikervereinigung 2020                  | Beste Regie                                  | Kantemir Balagow                                                        | Gewonnen  |
| Russische Filmkritikervereinigung 2020                  | Beste Kamera                                 | Kseniya Sereda                                                          | Gewonnen  |
| Russische Filmkritikervereinigung 2020                  | Bestes Szenenbild                            | Sergey Ivanov                                                           | Gewonnen  |
| Russische Filmkritikervereinigung 2020                  | Beste Darstellerin                           | Viktoria Miroshnichenko                                                 | Nominiert |
| Russische Filmkritikervereinigung 2020                  | Beste Darstellerin                           | Vasilisa Perelygina                                                     | Nominiert |
| Russische Filmkritikervereinigung 2020                  | Beste Filmmusik                              | Evgueni Galperine                                                       | Nominiert |
| Russische Filmkritikervereinigung 2020                  | Beste Nebendarstellerin                      | Kseniya Sereda                                                          | Nominiert |